# المحكمة الدولية المعنية بالجرائم ضد المرأة
كانت المحكمة الدولية المعنية بالجرائم المرتكبة  ضد المرأة محكمة شعبية عُقدت في الفترة من 4 إلى 8 آذار/مارس عام 1976 في إقليم بروكسل العاصمة. تم إنشاء هذا الحدث بقصد «الكشف عن جميع الجرائم، التي تتسم بالوحشية بصورة عنيفة والتمييزية الخفية، المرتكبة ضد النساء من جميع الثقافات».

## التاريخ
استلهمت ديانا أي أتش راسل ونيكول فان دين فين، وهما المنظمتان الرئيستان للمحكمة، من المحكمة الدولية المعنية بجرائم الحرب التي نظمها بيرتراند راسل وهي محكمة شعبية معنية بالجرائم المرتكبة في حرب فيتنام.

## المحتوى
حضر المحكمة الدولية أكثر من 2000 امرأة من 40 دولة، وتناولت مواضيع محددة تشمل الجرائم الطبية والاقتصادية والاغتصاب والسجناء السياسيون والجرائم المرتكبة ضد المثليات جنسيًا والعنف الأسري والدعارة والمواد الإباحية وقتل الإناث.
قدمت النساء غير القادرات على حضور المحكمة العديد من الشهادات كتابةً.
أشارت الحاضرة فرانسيس داوتي أن المحكمة أكدت لها أن «قمع النساء عمومًا والمثليات جنسيًا خاصةً هو أمر عالمي النطاق».
كانت الشاعرة مثلية الجنسية بات باركر من بين الذين شاركوا بشهداتهم، فتحدثت عن أختها الكبرى التي قتلت على يد زوجها.
وجرت مسيرة «استرجاع الليل» (Take Back the Night) على شكل تطواف بضوء الشموع بالاشتراك مع المحكمة.

## التأثير
قامت المنظمتان راسل وفان دين فين بنشر كتاب يستند إلى أحداث المحكمة،  الجرائم المرتكبة ضد المرأة: إجراءات المحكمة الدولية في وقت لاحق من عام 1976.